# Shannon Vreeland
Shannon Vreeland (* 15. November 1991 in St. Louis, Missouri) ist eine ehemalige Schwimmerin aus den Vereinigten Staaten. Sie gewann bei Olympischen Spielen eine Goldmedaille. Bei Weltmeisterschaften erhielt sie viermal Gold und einmal Bronze auf der 50-Meter-Bahn sowie zweimal Gold und einmal Silber auf der 25-Meter-Bahn.

## Sportliche Karriere
Shannon Vreeland besuchte die Blue Valley West High School in Overland Park, Kansas. Danach studierte sie an der University of Georgia und schwamm für deren Sportteam.
Bei der Universiade 2011 in Shenzhen erhielt Vreeland eine Goldmedaille für ihren Vorlaufeinsatz in der 4-mal-200-Meter-Freistilstaffel und eine Silbermedaille mit der 4-mal-100-Meter-Freistilstaffel. Bei den Olympischen Spielen 2012 in London erreichte die 4-mal-200-Meter-Freistilstaffel mit Lauren Perdue, Shannon Vreeland, Alyssa Anderson und Dana Vollmer den Endlauf mit der zweitschnellsten Vorlaufzeit. Im Finale waren Missy Franklin, Dana Vollmer, Shannon Vreeland und Allison Schmitt fast acht Sekunden schneller als die Vorlaufstaffel und siegten mit anderthalb Sekunden Vorsprung vor den Australierinnen. Alle sechs beteiligten Schwimmerinnen aus den Vereinigten Staaten erhielten eine Goldmedaille, wie dies seit 1984 üblich ist. Ende 2012 bei den Kurzbahnweltmeisterschaften in Istanbul schwamm die 4-mal-200-Meter-Freistilstaffel mit Jasmine Tosky, Shannon Vreeland, Chelsea Chenault und Allison Schmitt die schnellste Vorlaufzeit. Im Endlauf gewannen Megan Romano, Chelsea Chenault, Shannon Vreeland und Allison Schmitt vor den Russinnen. Die 4-mal-100-Meter-Freistilstaffel mit Lia Neal, Allison Schmitt, Shannon Vreeland und Olivia Smoliga war ebenfalls das schnellste Quartett im Vorlauf, im Finale siegten Megan Romano, Jessica Hardy, Lia Neal und Allison Schmitt.
2013 bei den Weltmeisterschaften in Barcelona schwamm die 4-mal-100-Meter-Freistilstaffel im Vorlauf mit Simone Manuel, Natalie Coughlin, Elizabeth Pelton und Megan Romano. Im Finale schlugen Missy Franklin, Natalie Coughlin, Shannon Vreeland und Megan Romano 0,12 Sekunden vor den Australierinnen. Vreeland wurde im Einzelwettbewerb Siebte über 200 Meter Freistil und Achte über 200 Meter Freistil. Die 4-mal-200-Meter-Freistilstaffel mit Chelsea Chenault, Karlee Bispo, Madeline Dirado und Jordan Mattern schwamm die drittbeste Vorlaufzeit. Im Endlauf gewannen Katie Ledecky, Shannon Vreeland, Karlee Bispo und Missy Franklin mit fast zwei Sekunden Vorsprung vor den Australierinnen. Eine dritte Goldmedaille erhielt Vreeland mit der 4-mal-100-Meter-Lagenstaffel. Im Vorlauf qualifizierten sich Elizabeth Pelton, Breeja Larson, Claire Donahue und Shannon Vreeland mit der schnellsten Zeit für den Endlauf. Im Finale siegten Missy Franklin, Jessica Hardy, Dana Vollmer und Megan Romano.
2014 bei den Pan Pacific Swimming Championships in Gold Coast wurde Vreeland über 200 Meter Freistil Dritte hinter Katie Ledecky und der Australierin Bronte Barratt, wobei Vreeland nur eine Hundertstelsekunde vor der zweiten Australierin Melanie Schlanger anschlug. Die 4-mal-200-Meter-Freistilstaffel siegte mit Shannon Vreeland, Missy Franklin, Leah Smith und Katie Ledecky. Die 4-mal-100-Meter-Freistilstaffel mit Shannon Vreeland, Abbey Weitzeil, Missy Franklin und Simone Manuel erkämpfte die Silbermedaille hinter den Australierinnen. Im Dezember bei den Kurzbahnweltmeisterschaften in Doha wurde die 4-mal-200-Meter-Freistilstaffel Vierte. Die 4-mal-100-Meter-Freistilstaffel mit Natalie Coughlin, Abbey Weitzeil, Madison Kennedy und Shannon Vreeland wurde Zweite hinter den Niederländerinnen, hier erhielten Amy Bilquist und Amanda Weir für ihren Vorlaufeinsatz ebenfalls eine Silbermedaille. Bei ihren Einzelstarts schied Vreeland über 100 Meter Freistil als Neunte des Halbfinales aus, über 200 Meter Freistil wurde sie Siebte.
2015 bei der Universiade in Gwangju siegte Vreeland über 100 Meter und über 200 Meter Freistil und gewann auch mit beiden Freistilstaffeln. Mit der 4-mal-100-Meter-Lagenstaffel erschwamm sie die Bronzemedaille. Bei den Weltmeisterschaften 2015 in Kasan erreichten Shannon Vreeland, Abbey Weitzeil, Margo Geer und Lia Neal die schnellste Vorlaufzeit. Im Finale siegten die Australierinnen vor den Niederländerinnen. Missy Franklin, Margo Geer, Lia Neal und Simone Manuel hatten fast eine Sekunde Rückstand auf die Silbermedaille und erhielten Bronze. In der 4-mal-200-Meter-Freistilstaffel waren Shannon Vreeland, Chelsea Chenault, Cierra Runge und Leah Smith im Vorlauf die zweitbeste Staffel hinter den Italienerinnen. Im Finale waren Missy Franklin, Leah Smith, Katie McLaughlin und Katie Ledecky sieben Sekunden schneller als die Vorlaufstaffel und gewannen mit über drei Sekunden Vorsprung auf die Italienerinnen.
Nachdem sich Vreeland 2016 nicht für die Olympiamannschaft qualifizieren konnte, beendete die 1,88 Meter große Schwimmerin ihre Karriere.